# بايرن ميونخ موسم 2008–09
كان موسم 2008–09 الموسم الـ110 في تاريخ نادي بايرن ميونخ والموسم الـ44 له تواليًا في الدرجة الأولى من الدوري الألماني. مع اعتزال القائد أوليفر كان ورحيل المدرب أوتمار هيتسفيلد لتدريب المنتخب السويسري، كان لا بد من استبدال قادة الفريق. تم تعيين يورغن كلينسمان مدربًا جديدًا كما تم الإعلان عنه في ديسمبر 2007. في أغسطس 2008، أعلن كلينسمان أن مارك فان بوميل سيخلف كان كقائد للمنتخب. أقيل كلينسمان في أبريل 2009 عندما رأى مسؤولو النادي أن الهدف الأدنى للنادي، وهو التأهل لدوري أبطال أوروبا، في خطر بعد سلسلة من المباريات التي لم يقدم فيها بايرن أداء جيدا. تم تعيين يوب هاينكس مديرا فنيا مؤقتا للفريق.